# Kawiarnia Szkocka

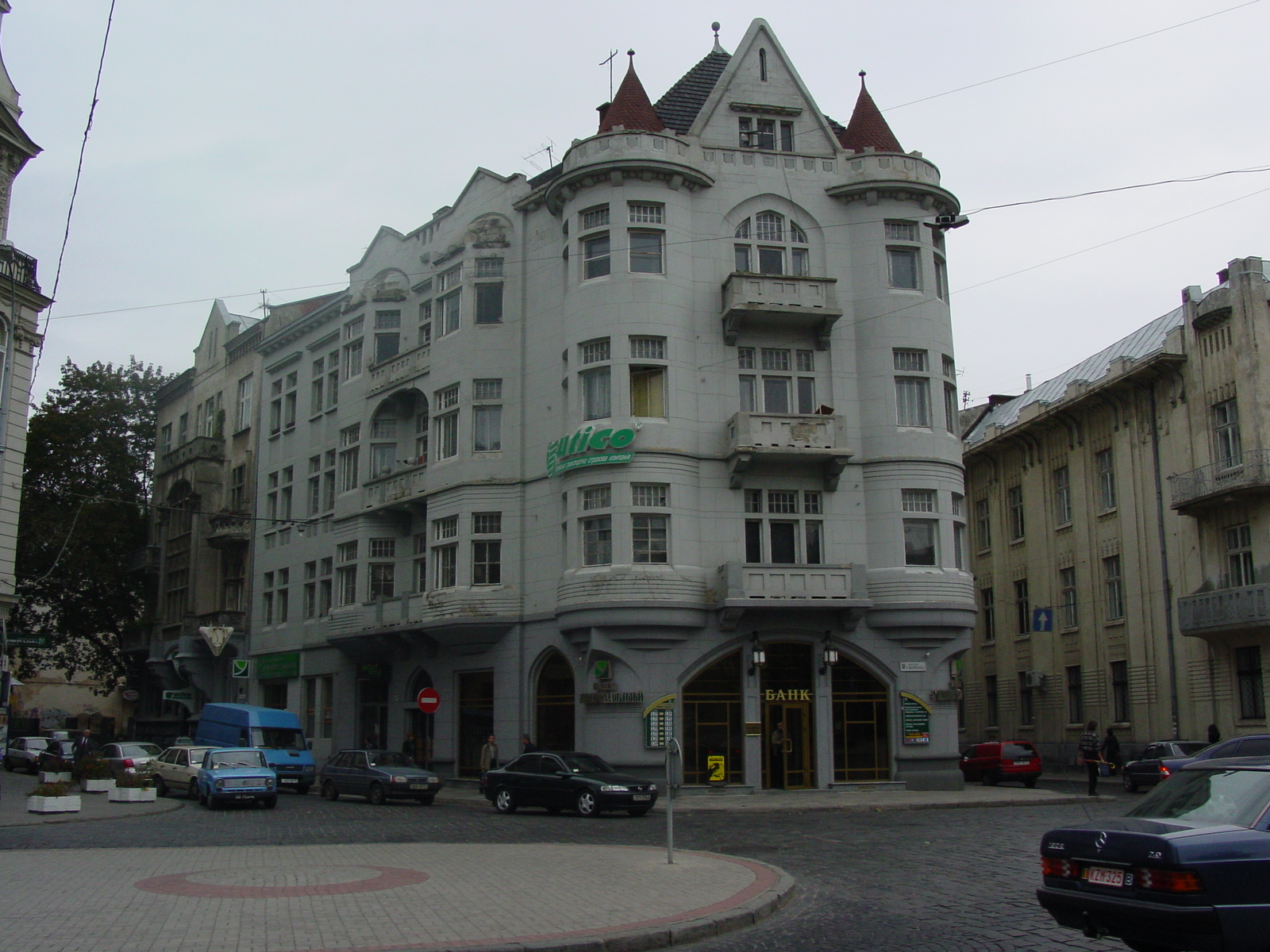
A Cafeteria Escocesa

Kawiarnia Szkocka (Cafeteria Escocesa) foi uma cafeteria em Lviv, onde nas décadas de 1920 e 1930 a Escola de Matemática de Lviv se reunia, a fim de discutir problemas matemáticos e propor soluções para os mesmos. Os problemas que nesse tempo nenhum membro da elite de matemáticos pôde resolver, foram depois reunidos e publicados em Szkocka Księga (Livro Escocês). O livro é um tipo de coleção de problemas matemáticos não resolvidos, ou mesmo sem solução, sendo os problemas solucionados agraciados com prêmios, alguns deles hilários, como por exemplo um ganso vivo, financiado por Stanisław Mazur em 1936, para a solução de um problema da teoria dos espaços de Banach, e entregue pessoalmente por ele ao matemático sueco Per Enflo, em 1972.

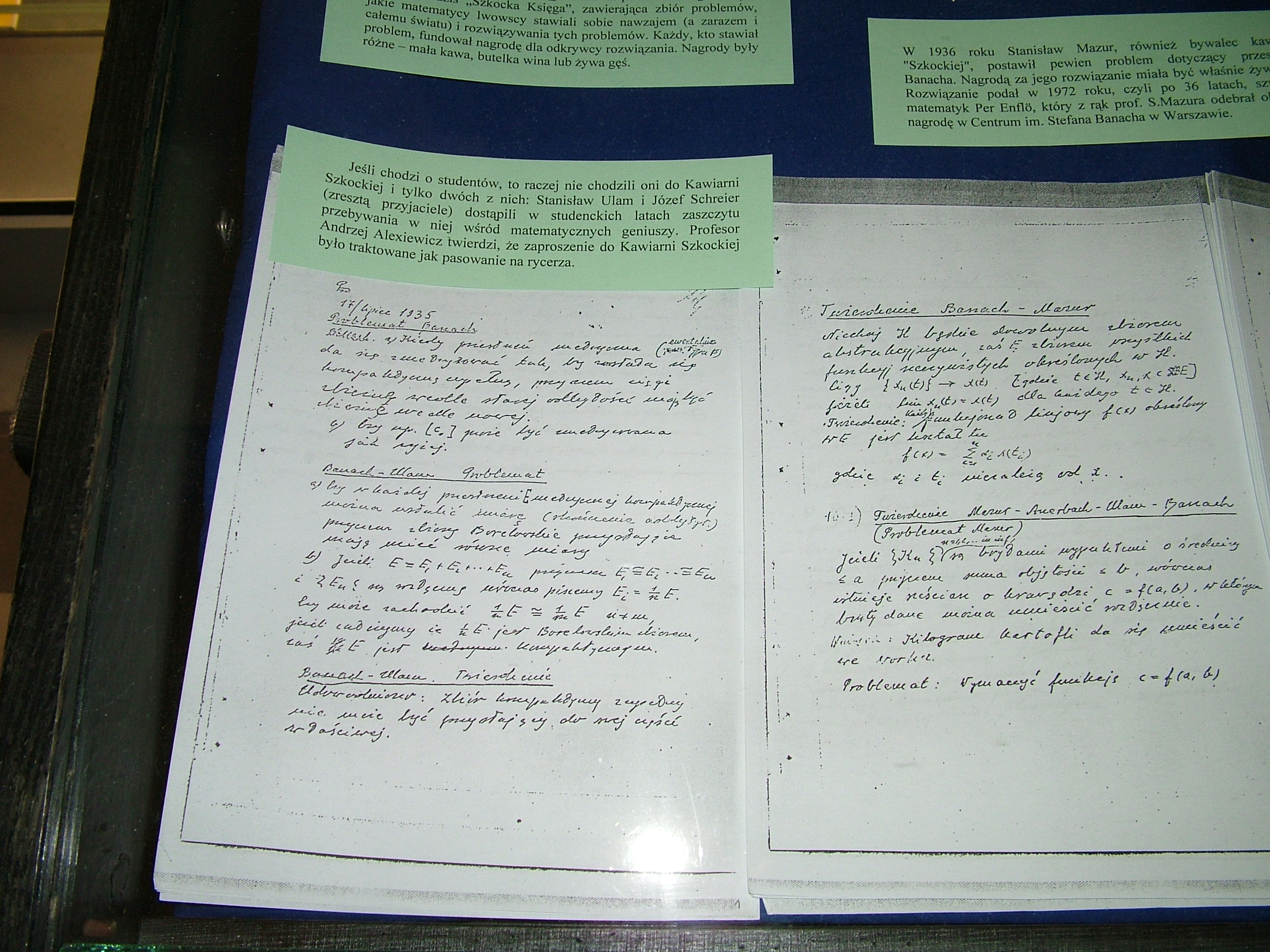
Parte do Livro Escocês com anotações de Stefan Banach e Stanisław Ulam